# Cahier bleu et Cahier brun
Les Cahiers bleu et brun est un ensemble de notes compilées de Ludwig Wittgenstein entre 1933 et 1935. Le Cahier bleu couvre 1933-34 et le Cahier brun 1934-35. Rush Rhees les publie en 1958 sous le titre Preliminary Studies for the "Philosophical Investigations".

## Histoire

### LeCahier bleu
Il y oppose les notions d'apprentissage et d'enseignement, introduisant le concept de jeu de langage et d'immunité aux erreurs d'identification.

### LeCahier brun
Il le dicte à Francis Skinner et Alice Ambrose mais abandonne le projet.

### Suites possibles
On pense qu'il existe aussi un Cahier jaune et un Cahier rose.

## Dans la culture populaire
Dans le film de science-fiction Ex Machina (2015), le nom de la compagnie est « Blue Book », inspiré de Google.